# Кроатофобија
Кроатофобија или хрватофобија се користи за описивање страха или мржње према Хрватима, хрватске културе, хрватске историје и свега што је повезано са Хрватском и Хрватима.
Појам постоји у хрватским речницима, али се још увек ретко користи. Појам се појавио први пут у хрватским дневним новинама Вјесник у чланку из 1999, као и касније у чланку објављеном 2005, који је преведен од стране Би-Би-Сија и који је описивао британски отпор прихватању Хрватске од стране ЕУ.